# نيبولا
نيبولا هي شخصية خيالية في مارفل كومكس ظهرت لأول مرة في يوليو 1985  وهي من ابتكار روجر ستيرن وجون بوسيما.